# آرون مونسونيغو
آرون مونسونيغو (بالعبرية: אהרון מונסונגו) (ولد في 9 فبراير 1929 في فاس، المغرب - توفي في 7 أغسطس 2018 في القدس، إسرائيل) كان حاخام مغربي الذي شغل منصب الحاخام الأكبر في المغرب.
ولد مونسونيغو في فاس بالمغرب للحاخام يديديا مونسونيغو الحاخام الأكبر لفاس والمغرب. في شبابه درس في مدرسة «إم حابانيم» وفي مدرسة الحاخام مئير إسرائيل في فاس.
بين عامي 1945 و 1952 درس في مدرسة «تشاتشامي زارفات» في إيكس ليه با، فرنسا تحت وصاية من الحاخامين إرنست فايل وحاييم إسحاق تشايكين. بين عامي 1950 و 1952 خدم أيضا كمدرس في المدرسة الدينية.
في عام 1951 حصل على رسامة ربانية وحاخام رباني من مجلس الحاخامات الثلاثة الأرثوذكس في باريس ومن حاخامه حاييم إسحاق تشايكين.
في عام 1952 عاد إلى المغرب وبدأ في العمل مديرا لمدرسة «التلمود التوراة» في الدار البيضاء. في هذه المدينة أسس أيضاً مدرسة «نيفيه شالوم» الدينية والمدرسة الثانوية للفتيات اليهوديات.
في عام 1960 شغل منصب مدير منظمة أوزار هاتوراه في المغرب. في عام 1966 كان واحدا من مؤسسي منظمة أوزار هاتوراه في فرنسا.
بعد وفاة والده في عام 1994 تم تعيينه ليحل محل والده باعتباره الحاخام الأكبر للمغرب جنبا إلى جنب مع الحاخام شمعون سويسا. في عام 1998 بقي وحيداً في المنصب بعد تقاعد الحاخام سويسا.
بسبب تدهور حالته الصحية وموت زوجته غادر المغرب إلى إسرائيل في ديسمبر 2010 ليعيش في منزل أبنائه في القدس وموديعين عيليت.
في أبريل 2017 أصيب بسكتة دماغية وتم إدخاله إلى المستشفى. توفي في 7 أغسطس 2018 في القدس ودفن في مقبرة هار همنوحوت في القدس.

## وصلات خارجية
- كارول زناتي، وداعا للحاخام الأكبر المغربي أهارون مونسوونجو، في أخبار العالم المغربية، 7 أغسطس 2018
- آرون مونسونيغو، في موسوعة اليهود في العالم الإسلامي، في مرجع بريل